# 德雷克斗牛犬男子篮球队
德雷克斗牛犬男子篮球队代表德雷克大学参加NCAA第一级别篮球赛事，该校位于艾奥瓦州得梅因。球队历史上最辉煌的成就是在1969年打入最终四强。斗牛犬队共八次入围NCAA男子篮球锦标赛，最近一次是2025年。

## 历史

### 初创时期（1906–1959）
德雷克大学男子篮球队成立于1906-07赛季，作为独立球队取得2胜1负的战绩。1907-08赛季成为密苏里河谷联盟创始成员。。
1930年代是球队首个黄金时期，期间三夺联盟冠军（1934-35、1935-36、1938-39）。受当时赛制限制，球队仅参加1935-36赛季地区奥运资格赛和1937-38、1938-39赛季全国校际锦标赛。。
1940-50年代球队保持八个胜率过半赛季。1951年因抗议联盟未妥善处理"约翰尼·布莱特事件"，德雷克与布拉德利大学共同退出联盟，直至1956-57赛季回归。

### 黄金年代（1960–1986）
1960至1980年代中期，球队14个赛季胜率过半，期间密苏里河谷联盟位列全美顶级篮球联盟行列。

#### 莫里·约翰时代（1958-1971）
主教练莫里·约翰率队创下211胜校史纪录。1963-64赛季首夺联盟冠军并受邀参加1964年国家邀请赛。1968-69赛季达到巅峰：常规赛26胜5负，1969年NCAA锦标赛先后击败德州农工（81-63）和科罗拉多州立（84-77），四强赛82-85惜败UCLA棕熊队（最终冠军），季军赛104-84大胜北卡。这是校史唯一一次四强经历。。
1970和1971年球队连续两年晋级精英八强，分别负于新墨西哥州立和堪萨斯。约翰教练13年任期结束后转投爱荷华州立大学，1974年因癌症逝世。

#### 鲍勃·奥尔特盖尔时代（1974-1981）
1974-75赛季夺得全国邀请赛（NCIT）冠军，1980-81和1985-86赛季两次参加国家邀请赛。。

### 低谷时期（1987–2006）
连续20个赛季胜率未过半，期间包括1996-97赛季2胜26负的校史最差战绩。2003年聘请前爱荷华大学名帅汤姆·戴维斯开启重建。

### 复兴时期（2007–2008）
2007-08赛季在凯诺·戴维斯执教下取得28胜5负校史最佳战绩，包揽联盟常规赛和锦标赛冠军，2008年NCAA锦标赛首轮加时惜败西肯塔基。

### 新时代（2018–2024）
2018年达里安·德夫里斯接手后率队实现连续六年20+胜场，2021年时隔13年重返NCAA锦标赛并取得50年来首场胜利。2023年主场全胜创校史纪录。德夫里斯2024年转投西弗吉尼亚大学。

## 联盟对战记录
截至2024-25赛季常规赛，对阵现密苏里河谷联盟成员战绩：
| 对手           | 战绩  |
| -------------- | ----- |
| 贝尔蒙特大学   | 4–2   |
| 布拉德利大学   | 74–94 |
| 埃文斯维尔大学 | 36–28 |

## 荣誉体系

### 退役号码
球队退役5件球衣，其中3件为纪念1969年四强阵容：
| 号码 | 球员            | 退役年份 | 参考                        |
| ---- | --------------- | -------- | --------------------------- |
| 5    | 多尔夫·普利亚姆 | 2009     | 链接 （页面存档备份，存于） |

### 重要奖项
- 密苏里河谷联盟年度球员：杰夫·哈利伯顿（1971）、刘易斯·劳埃德（1980,1981）等
- 全国年度教练：凯诺·戴维斯（2008）
- 学术全美最佳：亚当·埃门内克（2008）

## 球馆沿革
| 首场比赛      | 末场比赛      | 主场馆           | 容量            |
| ------------- | ------------- | ---------------- | --------------- |
| 1907年1月26日 | 1909年3月2日  | The Shed         | 2,500           |
| 1910年1月25日 | 1919年3月15日 | 校友体育馆       | 4,102           |
| 1920年1月6日  | 1926年3月6日  | 得梅因竞技场     | 6,465           |
| 1927年1月4日  | 1957年3月2日  | 德雷克体育馆     | 6,500           |
| 1957年12月2日 | 1992年3月2日  | 退伍军人纪念礼堂 | 11,411          |
| 1992年12月5日 | 今            | 纳普中心         | 7,002           |
| 总计          | 104个赛季     | 6座场馆          | 平均容量：6,330 |

## NCAA锦标赛战绩
德雷克斗牛犬队共参加八次NCAA男子篮球锦标赛，总战绩7胜7负：
| 年份 | 种子排名 | 轮次                                | 对手                                                                  | 结果                             |
| ---- | -------- | ----------------------------------- | --------------------------------------------------------------------- | -------------------------------- |
| 1969 | 无种子   | 甜蜜十六强 精英八强 最终四强 季军赛 | 德州农工大学 科罗拉多州立大学 1968–69 UCLA棕熊队 1968–69 北卡焦油踵队 | 胜81–63 胜84–77 负82–85 胜104–84 |
| 1970 | 无种子   | 甜蜜十六强 精英八强                 | 1969–70 休斯顿美洲狮队 1969–70 新墨西哥州立大学                       | 胜92–87 负78–87                  |
| 1971 | 无种子   | 甜蜜十六强 精英八强                 | 1970–71 圣母大学 1970–71 堪萨斯捷鹰队                                 | 胜79–72（加时） 负71–73          |
| 2008 | #5       | 第一轮                              | #12 2007–08 西肯塔基大学                                              | 负99–101（加时）                 |
| 2021 | #11      | 首四强赛 第一轮                     | #11 2020–21 威奇塔州立大学 #6 2020–21 南加大特洛伊队                  | 胜53–52 负56–72                  |
| 2023 | #12      | 第一轮                              | #5 2022–23 迈阿密飓风队                                               | 负56–63                          |
| 2024 | #10      | 第一轮                              | #7 2023–24 华盛顿州立大学                                             | 负61–66                          |
| 2025 | #11      | 第一轮 第二轮                       | #6 2024–25 密苏里大学 待定                                            | 胜67–57 待定                     |